# Stade AFAS Achter de Kazerne
L'AFAS Stadion est un stade de football situé à Malines, en Belgique. L'enceinte qui accueille principalement les matchs du Yellow Red KV Malines a une capacité de 16 700 places.

## Histoire
Il porte le nom de Stade AFAS ou AFAS Stadion grâce à la prise en charge des travaux de l'entreprise AFAS.